# Ruissaaret (ö i Päijänne-Tavastland, Lahtis, lat 61,24, long 25,89)
Ruissaaret är en ö i Finland. Den ligger i sjön Ruotsalainen och i kommunen Heinola i den ekonomiska regionen  Lahtis ekonomiska region  och landskapet Päijänne-Tavastland, i den södra delen av landet, 130 km norr om huvudstaden Helsingfors. Öns area är 4,7 hektar och dess största längd är 360 meter i öst-västlig riktning.  Notera att namnet antyder att det är fråga om flera öar.